# Gerichtsbezirk Leibnitz
Der Gerichtsbezirk Leibnitz ist ein dem Bezirksgericht Leibnitz unterstehender Gerichtsbezirk im Bundesland Steiermark.

## Geschichte
Der Gerichtsbezirk Leibnitz wurde durch eine 1849 beschlossene Kundmachung der Landes-Gerichts-Einführungs-Kommission geschaffen und umfasste ursprünglich die 40 Gemeinden Aflenz, Altenberg, Brünngraben, Ehrenhausen, Flamberg, Gabersdorf, Gamlitz, Gerstorf, Grötsch, Heimschuh, Höch, Labuttendorf, Landscha, Lang, Leibnitz, Leitring, Lipsch, Mitteregg, Nestelberg, Neudorf, Neutersdorf, Oberfahrenbach, Oberjahring, Obervogau, Ottenberg, Ratsch, Retznei, Schirka, Seggauberg, Spielfeld, St. Nicolai in Sausal, St. Nicolai ob Draßling, St. Veit, Steinriegel, Straß, Tilmitsch, Untervogau, Wagna, Waldschach und Wielitsch.
Der Gerichtsbezirk Leibnitz bildete im Zuge der Trennung der politischen von der judikativen Verwaltung
ab 1868 gemeinsam mit den Gerichtsbezirken Arnfels und Wildon den Bezirk Leibnitz.
1910 umfasste der Gerichtsbezirk 311,47 km² und vergrößerte sich nach dem Ersten Weltkrieg auf 314,84 km²,
nachdem im Zuge der Abtretung der Untersteiermark Teile des Gerichtsbezirks Marburg zum Gerichtsbezirk Leibnitz gekommen waren. Dabei handelte es sich um Teile der Ortschaften Zieregg, Witschein, Podigraz, Graßnitz, St. Egidi in Windischbüheln, Speisenegg, Sulz und Sulzthal. Während aus Speisenegg und Sulzthal die Gemeinde Sulztal gebildet wurde, wurden alle übrigen Ortschaften bereits bestehenden Gemeinden zugeschlagen.
Eine kleinere Gebietsvergrößerung des Gerichtsbezirkes resultierte zudem aus der per 1. Jänner 1932 in Kraft getretenen Grenzänderung zwischen der Gemeinde Gralla und den Ortsgemeinden Haslach und Ragnitz (Gerichtsbezirk Wildon) zu Gunsten von Gralla.
Durch die nationalsozialistische Verwaltungsänderungen nach dem Anschluss Österreichs wurde das Gericht 1939 in Amtsgericht Leibnitz umbenannt und war nun dem Landgericht Graz nachgeordnet. 1945 erhielt es wieder den Namen Bezirksgericht.
Im Zuge der Zusammenlegung mehrerer Gerichtsbezirke wurde der benachbarte Gerichtsbezirk Arnfels aufgelöst und per 1. Oktober 1976 mit dem Gerichtsbezirk Leibnitz verschmolzen. Dieser umfasste nach Gemeindezusammenlegungen noch die zehn Gemeinden Arnfels, Eichberg-Trautenburg, Glanz an der Weinstraße, Gleinstätten, Großklein, Leutschach, Oberhaag, Pistorf, Sankt Johann im Saggautal und Schloßberg.
Durch die „Bezirksgerichte-Verordnung Steiermark“ der Bundesregierung wurde auch der benachbarte Gerichtsbezirk Wildon aufgelöst und dessen Gebiet mit dem Gerichtsbezirk Leibnitz vereinigt. Der Gerichtsbezirk Leibnitz vergrößerte sich dadurch um die 14 Gemeinden Allerheiligen bei Wildon, Breitenfeld am Tannenriegel, Empersdorf, Hainsdorf im Schwarzautal, Heiligenkreuz am Waasen, Hengsberg, Lebring-Sankt Margarethen, Ragnitz, Sankt Georgen an der Stiefing, Sankt Ulrich am Waasen, Stocking, Weitendorf, Wildon und Wolfsberg im Schwarzautal. Durch die Auflösung der benachbarten Gerichtsbezirke wuchs das Gebiet des Gerichtsbezirkes Leibnitz auf 501,35 km² (1981) bzw. 682,69 km² (2010).
Mit Wirkung ab 1. Jänner 2015 wurde der Gerichtsbezirk aufgrund der Veränderungen im Rahmen der Gemeindestrukturreform in der Steiermark in der „Bezirksgerichte-Verordnung Steiermark 2015“ neu definiert:

Im Zuge dessen wurden die Gebiete der ehemaligen Gemeinden Mitterlabill, Schwarzau im Schwarzautal und Weinburg am Saßbach vom Gerichtsbezirk Feldbach angegliedert.
Mit Ende des Jahres 2019 wurde die Gemeinde Murfeld (Bezirk Südoststeiermark) aufgelöst und auf die beiden Gemeinden St. Veit und Straß aufgeteilt:
- die Katastralgemeinde Seibersdorf bei St. Veit wurde in die Marktgemeinde Sankt Veit in der Südsteiermark eingemeindet,
- die Katastralgemeinden Oberschwarza, Unterschwarza, Lichendorf und Weitersfeld wurden in die Marktgemeinde Straß in Steiermark eingemeindet.[14][15]

Damit wurde das Gebiet der aufgelösten Gemeinde Murfeld dem Gerichtsbezirk und Bezirk Leibnitz zugewiesen, die Einwohnerzahl des Gerichtsbezirks Leibnitz hat sich um 1671 erhöht, die Fläche des Gerichtsbezirks wurde um 24,22 km² größer.

## Gerichtssprengel
Seit Jänner 2015 wird der Gerichtsbezirk über die folgenden 29 Gemeinden definiert: Allerheiligen bei Wildon, Arnfels, Ehrenhausen an der Weinstraße, Empersdorf, Gabersdorf, Gamlitz, Gleinstätten, Gralla, Großklein, Heiligenkreuz am Waasen, Heimschuh, Hengsberg, Kitzeck im Sausal, Lang, Lebring-Sankt Margarethen, Leibnitz, Leutschach an der Weinstraße, Oberhaag, Ragnitz, Sankt Andrä-Höch, Sankt Georgen an der Stiefing, Sankt Johann im Saggautal, Sankt Nikolai im Sausal, Sankt Veit in der Südsteiermark, Schwarzautal, Straß in Steiermark, Tillmitsch, Wagna, Wildon.
Er ist somit mit dem Bezirk Leibnitz deckungsgleich.